# Milan Dragišić
Milan Dragiŝić, född 11 april 1964 i Serbien, är en svensk skådespelare.
Milan Dragišić kom från Serbien till Sverige för kärlekens skull 1989. Han är bosatt på Ven.
Milan Dragišić debuterade som skådespelare 2012 i Äta sova dö efter att ha svarat på en annons hos Arbetsförmedlingen. Han hade aldrig spelat teater förut. Filmen blev kritikerrosad och Dragišić nominerades till en Guldbagge för bästa manliga biroll.
Han har senare samarbetat med regissören Goran Kapetanović i kortfilmen Flykting 532 (2015) och fick därefter huvudrollen i Kapetanovićs långfilm Min faster i Sarajevo (2016). Dragišićs insats i filmen ledde till att han återigen blev Guldbaggenominerad, denna gång i kategorin Guldbaggen för bästa manliga huvudroll. Han medverkade även i Kapetanovićs långfilm Krig (2017). Dragišić har även haft en återkommande roll i thrillerserien Top Dog.

## Filmografi i urval
- 2012 – Äta sova dö
- 2016 – Min faster i Sarajevo
- 2017 – Bitch
- 2017 – Krig
- 2020–2023 – Top Dog (TV-serie)
- 2024 – Painkiller (TV-serie)